# 美国尖叶扁柏
美国尖叶扁柏（学名：Chamaecyparis thyoides）又稱大西洋雪杉、雪松、側葉扁柏、尖葉扁柏、Atlantic White Cypress，为柏科扁柏属的植物分布在美国東岸北至緬因州，南達佛羅里達州及密西西比州沿岸地方。中国大陆的杭州、庐山、南京等地目前已由人工引种栽培。